# Patrolowce typu Reine
Patrolowiec typu Reine – typ dwóch patrolowców Norweskiej Królewskiej Marynarki Wojennej, będących zmodyfikowaną wersją patrolowców typu Nornen. Zostały zaprojektowane specjalnie dla Sjøheimevernet. Mają możliwość transportu na pokładzie małych patrolowców i kontenerów.

## Konstrukcja
Typ Reine składa się z dwóch okrętów zaprojektowanych w norweskim biurze konstrukcyjnym Skipsteknisk AS (projekt ST-610), zbudowanych w Stoczni Remontowej „Gryfia” w Szczecinie. Okręty zostały zamówione w 2007 r., a dostarczone w latach 2010 i 2011.

## Okręty
Okręty typu Reine zostały nazwane imionami norweskich królów. Prefiks SHV jest skrótem od Sjøheimevernet.
- SHV „Olav Tryggvason” (P380)
- SHV „Magnus Lagabøte” (P381)

W 2013 r. oba okręty zostały przeniesione z Sjøheimevernetu do Marynarki Wojennej. KV „Magnus Lagabøte” (W335) służy obecnie w Norweskiej Straży Wybrzeża, a KNM „Olav Trygvason” (P380) jest używany przez oddział logistyczny marynarki.